# 2007年太湖蓝藻污染事件
2007年太湖蓝藻污染事件發生于2007年5、6月间，中国江蘇的太湖由于苏州太湖沿岸的工业污染排放以及水产养殖造成的水体富养化，爆发的严重蓝藻污染事件，又因为夏季东南风影响致使大量蓝藻聚集无锡太湖沿岸而导致无锡全城自来水污染。生活用水和饮用水严重短缺，超市、商店里的桶装水被抢购一空。
当时无锡市政府仅称是持续高热造成的，国家环保总局认为既是天灾也是人祸。
民间也普遍知情是太湖沿岸各城市的政府为了经济业绩大量兴建排污严重的化工厂，对太湖污染治理不力造成了今天的恶性事件。相比较苏州市政府却对太湖沿岸的各工厂并未采取任何治理手段，使得太湖污染问题日益严重。